# Comuna Mirșid, Sălaj
Mirșid este o comună în județul Sălaj, Transilvania, România, formată din satele Firminiș, Mirșid (reședința), Moigrad-Porolissum și Popeni. Se află în zona centrală a județului, la  o distanță de 11 km față de Zalău. Are o suprafață de 53,28 km².

## Demografie
Componența etnică a comunei Mirșid
     Români (70,26%)
     Romi (18,03%)
     Maghiari (2,85%)
     Alte etnii (0,09%)
     Necunoscută (8,77%)
Componența confesională a comunei Mirșid
     Ortodocși (72,98%)
     Penticostali (9,17%)
     Martori ai lui Iehova (3,51%)
     Reformați (2,54%)
     Baptiști (1,1%)
     Alte religii (1,54%)
     Necunoscută (9,17%)
Conform recensământului efectuat în 2021, populația comunei Mirșid se ridică la 2.280 de locuitori, în creștere față de recensământul anterior din 2011, când fuseseră înregistrați 2.159 de locuitori. Majoritatea locuitorilor sunt români (70,26%), cu minorități de romi (18,03%) și maghiari (2,85%), iar pentru 8,77% nu se cunoaște apartenența etnică. Din punct de vedere confesional, majoritatea locuitorilor sunt ortodocși (72,98%), cu minorități de penticostali (9,17%), martori ai lui Iehova (3,51%), reformați (2,54%) și baptiști (1,1%), iar pentru 9,17% nu se cunoaște apartenența confesională.

## Politică și administrație
Comuna Mirșid este administrată de un primar și un consiliu local compus din 11 consilieri. Primarul, Călin Augustin Bereschi[*], de la Partidul Social Democrat, este în funcție din 2008. Începând cu alegerile locale din 2024, consiliul local are următoarea componență pe partide politice:
|  | Partid                          | Consilieri | Componența Consiliului | Componența Consiliului | Componența Consiliului | Componența Consiliului | Componența Consiliului | Componența Consiliului |
|  | ------------------------------- | ---------- | ---------------------- | ---------------------- | ---------------------- | ---------------------- | ---------------------- | ---------------------- |
|  | Partidul Social Democrat        | 6          |                        |                        |                        |                        |                        |                        |
|  | Partidul Național Liberal       | 3          |                        |                        |                        |                        |                        |                        |
|  | Alianța pentru Unirea Românilor | 1          |                        |                        |                        |                        |                        |                        |
|  | Partidul Mișcarea Populară      | 1          |                        |                        |                        |                        |                        |                        |

### Instituții publice
- Primăria Comuna Mirșid[9]

- Școala Gimnazială nr. 1 Mirșid[10][11]
- Școala cu clasele I - IV  Popeni
- Biblioteca Comunală Mirșid

## Atracții turistice
- Ansamblul arheologic al vechiului oraș „Porolissum”:

- Templul lui Liber Pater
- Complexul de cult deticat lui Jupiter Optimus Maximus Dolichenus
- Templul lui Nemesis
- Amfiteatrul
- Poarta Praetoria
- Locuințe romane
- Complex arhitectural
- Vama romană
- Drumul roman
- Situl arheologic de la Moigrad Porolissum:

- Fortificații medievale
- Zona sacră din „Dealul Măgura”
- Așezare din epoca bronzului
- Așezare eneolitică

## Personalități născute aici
- Teodor Ardelean (n. 1951), politician, om de cultură.[12]
- Gheorghe Chende-Roman (n 1947 - d 2009),  profesor[12]
- Emil Chendea (n. 1936) - grafician[12]
- Nicolae Pop (n 1928) - poet[12]